# Placówka Straży Celnej „Antonia-Grądzkie”

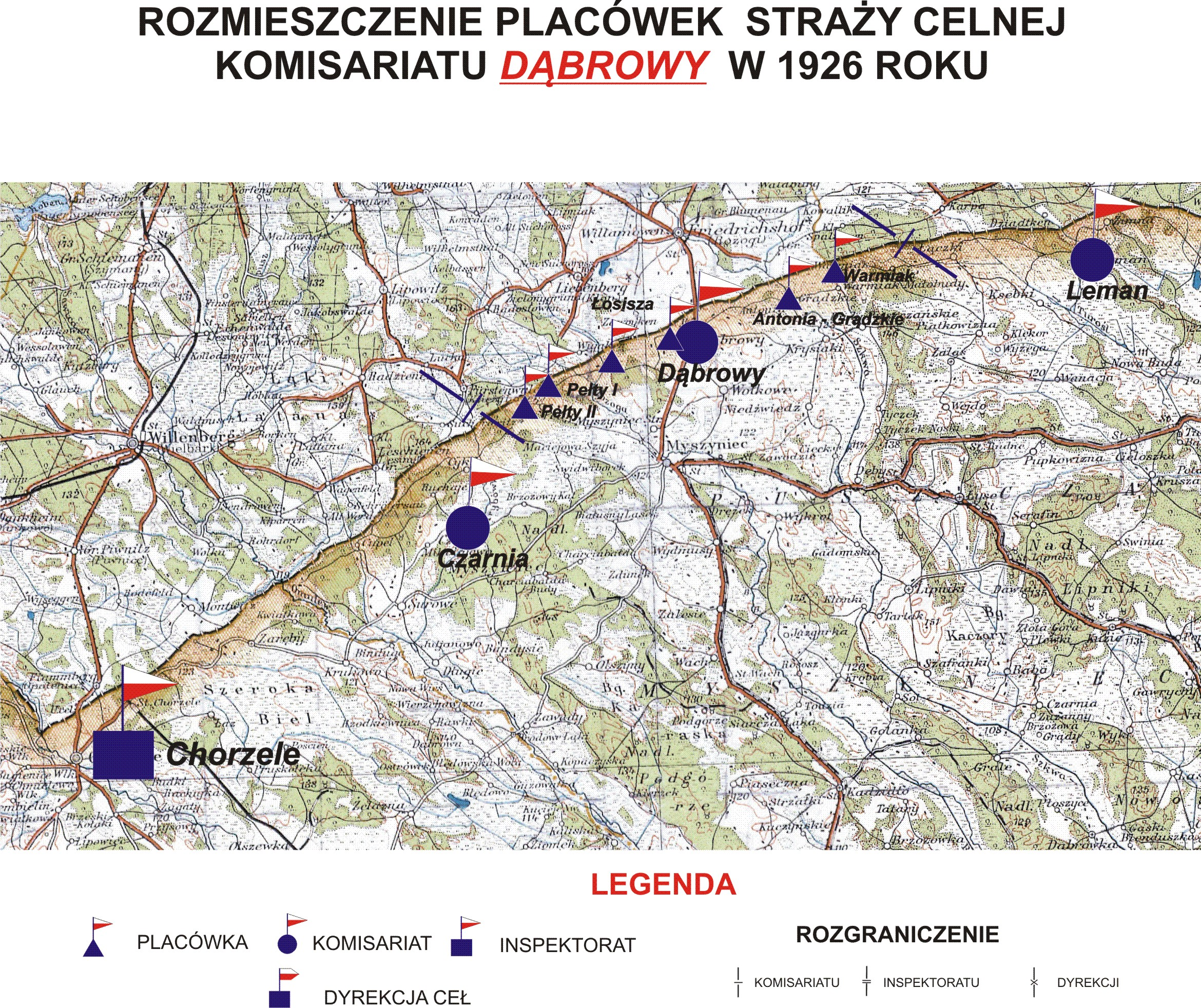
Rozmieszczenie placówek SC komisariatu "Dąbrowy" w 1926 roku

Placówka Straży Celnej „Antonia-Grądzkie” – jednostka organizacyjna Straży Celnej pełniąca w okresie międzywojennym służbę ochronną na granicy polsko-niemieckiej.

## Geneza
Po zakończeniu wojny polsko-bolszewickiej rozwiązano formację Strzelców Granicznych. Ich rolę na granicy zachodniej i południowej przejęły Bataliony Wartownicze. Z dniem 1 kwietnia 1921 Bataliony Wartownicze przeorganizowano na Bataliony Celne.  W 1921 roku w Lemanie stacjonował sztab 1 kompanii 1 batalionu celnego. 1 kompania celna wystawiła między innymi placówkę w Antonii.

## Formowanie i zmiany organizacyjne
Na wniosek Ministerstwa Skarbu, uchwałą z 10 marca 1920 roku, powołano do życia Straż Celną. Od połowy 1921 roku jednostki Straży Celnej rozpoczęły przejmowanie odcinków granicy od pododdziałów Batalionów Celnych. Proces tworzenia Straży Celnej trwał do końca 1922 roku. Placówka Straży Celnej „Antonia-Grądzkie” weszła w podporządkowanie komisariatu Straży Celnej „Dąbrowy” z Inspektoratu SC „Chorzele”.
W drugiej połowie 1927 roku przystąpiono do gruntownej reorganizacji Straży Celnej. W praktyce skutkowało to rozwiązaniem tej formacji granicznej. Ochronę północnej, zachodniej i południowej granicy państwa przejęła powołana z dniem 2 kwietnia 1928 roku Straż Graniczna.
Rozkazem nr 9 z 18 października 1929 roku w sprawie reorganizacji Mazowieckiego Inspektoratu Okręgowego komendant Straży Granicznej płk Jan Jur-Gorzechowski powołał komisariat Straży Granicznej „Krukowo”. W 1937 roku placówka Straży Granicznej I linii „Grądzkie” znajdowała się w jego strukturze, a w 1939 w strukturze komisariatu SG „Myszyniec”.

## Służba graniczna
Sąsiednie placówki
- placówka Straży Celnej „Warmiak” ⇔ placówka Straży Celnej „Dąbrowy” − 1926[1][14]

## Funkcjonariusze placówki
Kierownicy placówki
| stopień          | imię i nazwisko, numer  | okres pełnienia służby | kolejne stanowisko |
| ---------------- | ----------------------- | ---------------------- | ------------------ |
| starszy strażnik | Ludwik Wesołowski (575) | był w 1926             |                    |

Obsada personalna placówki w 1926:
- starszy strażnik Ludwik Wesołowski (575)
- strażnik Antoni Kopeć (508)
- strażnik Jan Dąbrówka (1015)
- strażnik Aleksander Myślak (1019)